# Лазарцево-Фомино
Лазарцево-Фомино — село Ильинского района Ивановской области России, входит в состав Исаевского сельского поселения.

## География
Расположено в 6 километрах на северо-восток от центра поселения села Исаевского и в 11 километрах на север от районного центра посёлка Ильинское-Хованское.

## История
Каменный одноглавый храм с колокольней в селе построен в 1783 году на средства прихожан и имел три престола: Собора Пр. Богородицы, свят. Леонтия Ростовского чудотворца и свят. и чуд. Николая. В 1861 году к храму пристроен 2 этаж с приделом во имя преп. Сергия в память холеры 1848 года, почти не коснувшейся Лазарцева. До построения каменной церкви здесь существовала деревянная, разрушенная в 1783 году.
В конце XIX — начале XX село входило в состав Ивашевской волости Ростовского уезда Ярославской губернии. В 1885 году в селе было 44 двора.
С 1929 года село являлось центром Лазарцево-Фоминского сельсовета, с 1954 года входило в состав Исаевского сельсовета Ильинского района, с 2005 года — в составе Исаевского сельского поселения.

## Население
| 1859 | 1914 | 2010 |
| ---- | ---- | ---- |
| 328  | ↗400 | ↘1   |

## Достопримечательности
В селе расположена недействующая Церковь Собора Пресвятой Богородицы (1783).